# Pelekium muricatulum
Pelekium muricatulum là một loài Rêu trong họ Thuidiaceae. Loài này được (Hampe) Touw mô tả khoa học đầu tiên năm 2001.